# ریشار میه
ریشار میه (به فرانسوی: Richard Millet) نویسنده و ویراستار قرن بیستم میلادی اهل فرانسه است.

## زندگی
ریشار میه در ۲۹ مارس ۱۹۵۳ در شهر ویام ایالت کورز فرانسه، از مادری کاتولیک و پدری پروتستان متولد می‌شود. او چندین سال از دوران کودکی خود را (از ۶ تا ۱۴ سالگی) در لبنان سپری کرده‌است. وی در جنگ داخلی لبنان بین سال‌های ۱۹۷۵-۱۹۷۶ م در کنار فالانژهای مسیحی شرکت می‌کند.

## مجادله
در ماه اوت ۲۰۱۲، از وی جزوه‌ای منتشر می‌شود بنام تحسین ادبی آندرس بریویک، قاتل نروژی ۷۷ نفر در اسلو. در این یادداشت وی از چندگانگی فرهنگی دراجتماع و فرهنگ جهانی انتقاد می‌کند و گمگشتگی انسان‌ها (منظور انسان غربی) و نابودی ریشه‌ها را تلویحن عامل این جنایت می شمرد. او "بُعد ادبی" مقاله ۱۵۰۰ صفحه‌ای آندرز برویک را تمجید و رسانه‌ها را متهم به برداشت اشتباه از آن می‌کند. او به قتل رسیدن این افراد را با فقر ادبی دنیای امروز غرب تفسیر می‌کند که در آن اسلحه جای قلم را می‌گیرد.
این مسئله باعث بروز جدالی در محافل ادبی فرانسه می گردد و سرانجام در سپتامبر ۲۰۱۲، مسئول انتشارات گالیمار، بدون اخراج وی، او را از سمتش برکنار می‌کند.